# Yoav Gelber
Yoav Gelber (hebräisch יואב גלבר; * 15. September 1942) ist ein israelischer Offizier (Oberstleutnant) und Militärhistoriker an der Universität Haifa.

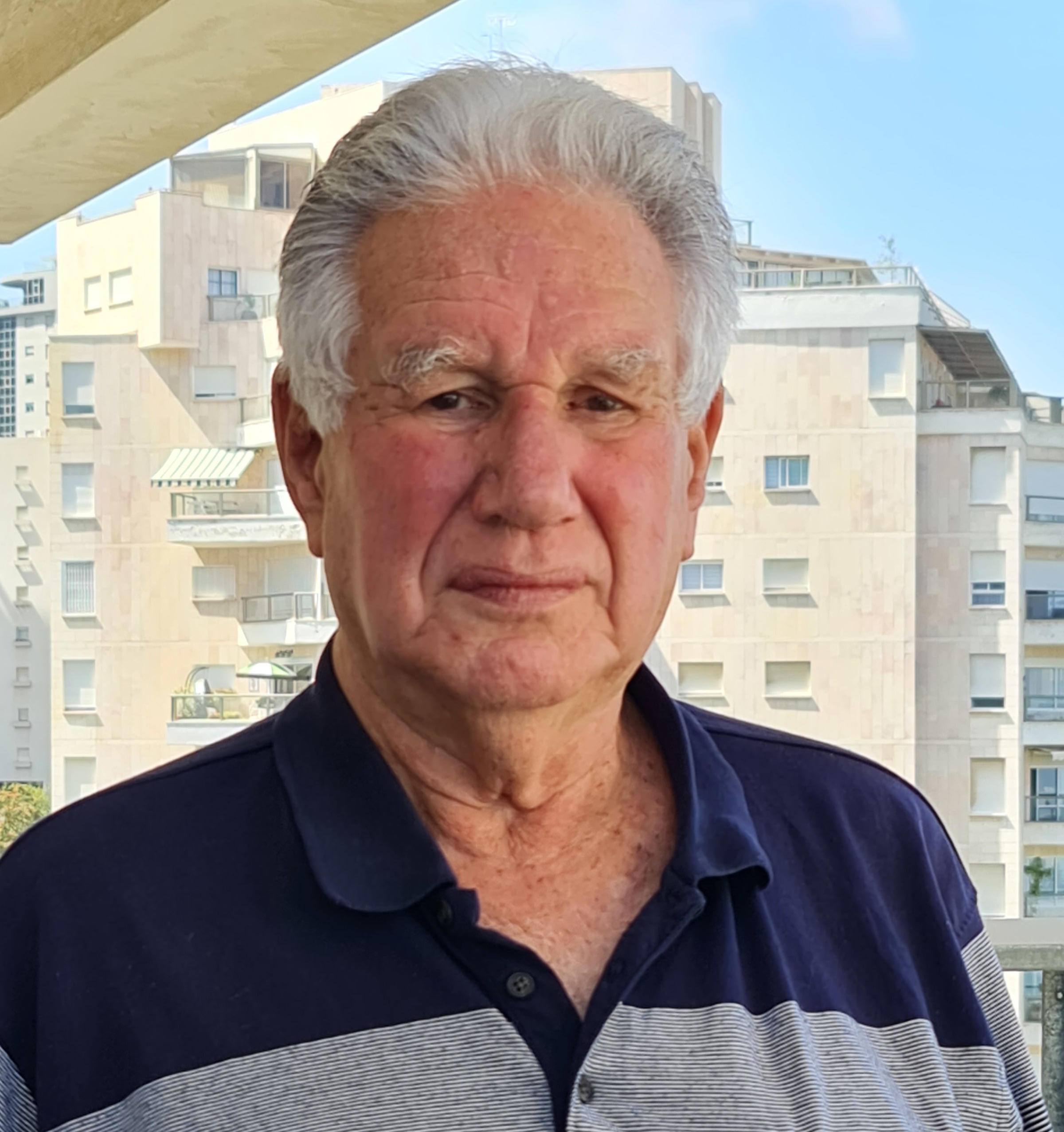
Yoav Gelber, September 2021

## Leben
Yoav Gelber ist ein Sohn des israelischen Berufssoldaten und Diplomaten Emmanuel Galbar, der 1934 aus Österreich nach Palästina auswanderte, und der 1921 in Tel Aviv geborenen Lehrerin Carmela Kipper, ein Großvater war der Historiker Nathan Michael Gelber. In seiner Jugend war er Mitglied der Partei Rafi. Yoav trat 1961 in die Israelischen Verteidigungsstreitkräfte als Fallschirmjäger ein. Er war im Jom-Kippur-Krieg eingesetzt und bekleidete zuletzt den Dienstgrad eines Oberstleutnants. Yoav studierte Jüdische Geschichte an der Hebräischen Universität Jerusalem (Ph.D. 1977). Von 1987 bis 2000 leitete er das Herzl Institute for Research and Studies of Zionism an der Universität Haifa und seit 2000 das Nevzlin Center of Jewish Peoplehood am Interdisciplinary Center (IDC) in Herzlia. Er war Gastprofessor an der University of Texas at Austin und ist derzeit Professor für Geschichte an der Universität Haifa. Gelber ist auf die Geschichte der Israelischen Verteidigungsstreitkräfte spezialisiert und gilt als Kritiker der „Neuen israelischen Historiker“.

## Beurteilungen von Fachkollegen

### Zimmermann
Dem Historiker Mosche Zimmermann zufolge ist Yoav Gelber ein Traditionalist und Positivist. Gelber habe sich 2007 mit seinem Buch Geschichte, Gedächtnis und Propaganda eindeutig gegen „postzionistische“ Kollegen positioniert, wobei anzumerken ist, dass es für den Begriff Postzionismus keine einheitliche Definition gibt. Zimmermann urteilt über Gelber: 
„Für ihn steht fest: Alles ist Propaganda, was er nicht für Geschichte hält. Entsprechend sind die sogenannten Postzionisten Propagandisten mit falschem Credo.“
Zimmermann meint jedoch, dass die Kritik Gelbers ins Leere gelaufen sei, da die sogenannten Postzionisten 2007 genauso „besiegt und geschlagen“ waren wie die Interpretation der jüdischen Geschichte von Gelber selbst, was Gelber jedoch entgangen sei.

### Kipnis
Gelber schrieb in seinem Buch “רהב - דרכה של ישראל אל מלחמת יום כיפור 1973-1970” (»Arroganz – Israels Weg in den Jom-Kippur-Krieg 1970–1973«), dass der Krieg unvermeidlich gewesen sei und verteidigt vehement die gängige israelische Darstellung der Abfolge der Ereignisse, die zu dem Krieg führten. Der Historiker Yigal Kipnis beschreibt in seinem Buch “1973 - הדרך למלחמה” (»1973 – Der Weg in den Krieg«) hingegen die Diskussionen zwischen Golda Meir, Mosche Dajan und Jisrael Galili, die zwischen zwei Optionen wählen mussten: entweder dem Plan von Henry Kissinger entsprechend Friedensverhandlungen mit Ägypten zu führen, oder auf einen Krieg zu warten, von dem sie genau wussten, dass er kommen würde. Meir und Dayan waren für die zweite Option, Galili war dagegen. Kipnis schreibt, wenn Meir nicht auf der Annexion eines Drittels der Sinai-Halbinsel bestanden hätte, dann wäre es möglich gewesen, ein Friedensabkommen mit Ägypten zu schließen und den Krieg zu vermeiden. Kipnis wirft Gelber intellektuelle Unredlichkeit vor, da Gelber die Protokolle dieser Gespräche, die mittlerweile veröffentlicht wurden, nicht zitiere, d. h. bewusst ignoriere, da sie seiner Darstellung widersprechen:
Interpretation ist eine legitime Sache. Ich sage nur, dass die Interpretation eine Grundlage haben muss. Wenn die Interpretation systematisch und strukturell der Grundlage entbehrt, dann ist klar, dass [Gelber] kein Forscher mehr ist. Er ist ein Anwalt oder ein PR-Mann geworden, und er verwendet deren Methoden, um Dinge zu verschleiern, den wichtigsten Punkt zu verstecken, Beweise auszulassen.
Gelber wies die Vorwürfe zurück und bezeichnete Kipnis als »Scharlatan«.

## Auszeichnungen
- 1993: Yitzhak-Sadeh-Preis

## Schriften (Auswahl)
- mit Walter Goldstern: Vertreibung und Emigration deutschsprachiger Ingenieure nach Palaestina 1933–1945. VDI Verlag, Düsseldorf 1988, ISBN 3-18-400833-9.
- Jewish-Transjordanian Relations 1921–1948. Cass, London u. a. 1997, ISBN 978-0-7146-4675-6.
- Palestine 1948: War, Escape and the Emergence of the Palestinian Refugee Problem. Sussex Academic Press, Brighton 2001, ISBN 978-1-84519-075-0.
- Israeli–Jordanian Dialogue, 1948–1953. Cooperation, Conspiracy, or Collusion? Sussex Academic Press, Brighton 2004, ISBN 978-1-84519-044-6.
- Nation and History: Israeli Historiography between Zionism and Post-Zionism. Vallentine Mitchell, London 2011, ISBN 978-0-85303-933-4.